# Березина (притока Німану)
Березина або Західна Березина (біл. Бярезіна, Заходне Бярезіна) — річка в Білорусі, права притока Німану. Починається біля села Бортники Молодечненського району Мінської області, протікає територією Воложинського району Мінської області, Сморгонського, Ів'євського та Новогрудського районів Гродненської області. Довжина річки 226 км, площа водозбору 4 тис. км². Верхня і середня частини водозбору розташовані на схилах Ошмянської гряди та Мінської височини, пониззі простягається по Верхньоніманській низині.
У середній течії річки Саковщинське водосховище, працює гідроелектростанція.